# Международный математический центр имени Стефана Банаха
Международный математический центр имени Стефана Банаха (пол. Międzynarodowe Centrum Matematyczne imienia Stefana Banacha, англ. Stefan Banach International Mathematical Center) — международный научно-исследовательский центр, поддерживающий передовые научные исследования в области математики, расположенный в Варшаве и являющийся частью Института математики Польской Академии наук.

## История
Создан в соответствии с  соглашением, которое 13 января 1972 года в Варшаве подписали Академии Наук Болгарии, Венгрии, ГДР, Польши, Румынии, СССР и Чехословакии. Позже, в 1979 году, к соглашению присоединились Академии Наук Вьетнама (1979) и КНДР (1986).
Целью Центра является поддержка и стимулирование международного сотрудничества математиков, особенно между Западом и Востоком. 
В 70-е и 80-е годы XX века Польша, в силу своего географического положения, была естественным местом для таких контактов.
В течение первых 20 лет своего существования (1972—1992), под руководством профессора Чеслава Олеха, Центр Банаха получил всемирное признание как центр сотрудничества математиков всего мира.
Следующие 10 лет (1993—2002) директором Центра Банаха был профессор Богдан Боярский. С 2002 года им руководит профессор Стани́слав Яне́чко, который в 2002—10 был директором Института математики ПАН.
В 1972—1993 Учёный Совет Центра Банаха состоял из двух представителей от каждой Академии, подписавшей Соглашение, плюс Директор Центра. Совет определяет научную программу Центра. С 1993 Совет имеет три представителя от Европейского математического общества, три представителя от стран-основателей и четыре представителя от Польши.

## Председатели Учёного совета (1972—2005)
- Любомир Илиев (Болгария) 1972—1976
- Ákos Császár[англ.] (Венгрия) 1977—1980
- Klaus Matthes[нем.] (ГДР) 1981—1982
- Kazimierz Urbanik[пол.] (Польша) 1983—1986
- Romulus Cristescu[рум.] (Румыния) 1987—1989
- Сергей Никольский (СССР) 1990—1992
- Фридрих Хирцебрух (Германия) 1993—2001
- Rolf Jeltsch (CV)(Zürich) 2002—2005

## Учёный совет в 2006–2009
- Stanisław Janeczko - Director of the Institute of Mathematics
- Piotr Biler (Wrocław)
- Olga Gil-Medrano (President of the Royal Mathematical Society, Spain)
- Janusz Grabowski - Scientific Secretary of the Banach Center (Warsaw)
- Sabir Gusein-Zade (Moscow)
- Jerzy Kaczorowski (Poznań)
- Ari Laptev (Stockholm) - chairman
- Péter Pál Pálfy (Budapest)
- Carlo Sbordone (Napoli, 2005–2008)
- Vladimir Souček (Praha)
- Przemysław Wojtaszczyk (Warsaw)

## Источник
- Foundation of the Banach Center and its 30-year history